# Перепаденко, Геннадий Александрович
Геннадий Александрович Перепаденко (укр. Геннадій Олександрович Перепаденко; род. 16 июня 1964, Запорожье, Украинская ССР) — советский футболист, полузащитник, мастер спорта СССР (1987).

## Биография
Воспитанник ДЮСШ «Металлург» Запорожье. Первый тренер — Пётр Григорьевич Тищенко. В составе «Металлурга» провёл два сезона в первой лиге.
От призыва в армию всячески уклонялся, продолжая при этом играть за «Металлург». В итоге был арестован военным патрулем прямо на стадионе в Запорожье. Армейскую службу проходил в Одессе, играя в составе СКА.
В 1985 году перешёл в «Черноморец». Был даже внесен в заявку команды на Кубок УЕФА 1985/86, но ни одного матча не сыграл. С 1986 стал играть постоянно в основе команды на месте левого полузащитника. В 1989 выбран капитаном команды.
В московский «Спартак» сначала звал Константин Бесков в 1988 году, но Геннадий отказал. Через год приглашение повторилось и Перепаденко переехал в Москву. В состав «Спартака» вписался быстро и стал игроком основы.
В 1990 году провёл три матча за сборную СССР.
Осенью 1991 уехал играть в израильский «Хапоэль Цафририм» (Холон), откуда потом перебрался в испанский «Бадахос». Вместе с командой 3 года играл в Сегунде, отчётливо понимая, что клубу не по силам подняться дивизионом выше. На третий год из-за конфликта с новым тренером вынужден был разорвать контракт с клубом.
Летом 1995 завершил карьеру и вместе с семьей переехал в Барселону. Стал работать футбольным агентом, помогал (вместе с Дмитрием Галяминым) российским легионерам устроиться в Испании.
Спустя некоторое время вернулся в футбол, став главным тренером любительской команды «Виста Алегре» из пригорода Барселоны Кастельдефельса (играть не мог, поскольку оставался на тот момент иностранцем). В первом сезоне под его руководством команда заняла 7-е место среди 20 команд. К данной тренерской работе относился как к увлечению и разрядке после тяжёлого рабочего дня.
С июля 2003 по 2004 — один из владельцев швейцарского «Виля».
Работал спортивным директором в ряде команд: «Опава», Чехия, «Юниан Барбаренсе», Бразилия, «Заря» Бельцы, Молдавия (2015).
На начало 2017 года проживал в Испании, занимался бизнесом, работал администратором ФК «Марбелья».

### Стиль игры
Воспитанник запорожского футбола, работоспособный, быстрый, изобретательный хавбек Перепаденко снискал себе футбольную славу не в родном Запорожье, а сперва в Южной Пальмире, где он выступал за местные СКА и «Черноморец», а после приглашения известным тренером Олегом Романцевым и в столице бывшего «нерушимого» — Москве. Геннадий действовал на фланге и отличался острыми фланговыми проходами с нацеленными передачами в штрафную на своих партнёров.— Виктор ХОХЛЮК, «Sport.ua»

## Семья
Младший брат Сергей — бывший футболист, занимается бизнесом в Испании.
Старший сын Дмитрий. Дочь Наталья (род. 4 июля 1995) выступала за юношескую сборную Испании по теннису, завершила карьеру в 2013 году из-за травмы позвоночника.

## Футбольные достижения

### Командные
- Чемпион России: 1992 год.
- Обладатель Кубка СССР: 1992 год.
- Серебряный призёр чемпионата СССР: 1991 год.
- Полуфиналист Кубка чемпионов: 1991 год.

### Личные
- В списке 33 лучших футболистов сезона в СССР (1): № 2 — 1991.